# Entephria byssata
Entephria byssata là một loài bướm đêm trong họ Geometridae.